# فواز ماهر
اللواء الركن فواز باشا ماهر برمامت (1924-1997) عسكري وسياسي أردني من أصول شركسية، اشتهر بمشاركته بحرب عام 1948 في فلسطين، إذ دخل إلى فلسطين قائداً لسرية المشاة الثانية، التي صدت هجومين كبيرين للقوات الإسرائيلية في منطقة الشيخ جراح.

## نبذة
وُلد فواز ماهر في عمان في المملكة الأردنية الهاشمية عام 1924م. التحق بالخدمة العسكرية بتاريخ 8/8/1941م، واشترك بدورة المرشّحين في 10/2/1942م.

## معارك فلسطين
كان لفواز ماهر شرف الإسهام في الدفاع عن أرض فلسطين في معارك حرب 1948م. فقد كان قائداً لسرية المشاة الثانية في اللواء الرابع أثناء خوض الجيش العربي الأردني للمعارك في منطقة القدس. وقد استطاع الدفاع عن منطقة الشيخ جراح الواسعة رغم قِلّة عدد أفراد سريته، ونجح في صدّ هجومين عسكريين إسرائيليين كبيرين على المنطقة. نال وسام الإقدام العسكري من جلالة الملك عبد الله الأول بن الحسين تقديراً لشجاعته في معارك منطقة الشيخ جراح عام 1948م. وكان أول من حصل على علاوة القيافة في الجيش العربي الأردني.

## المناصب العسكرية
تدرّج فواز ماهر في الرتب العسكرية حتى نال رتبة لواء ركن عام 1959م. وأشغل منصب مساعد القائد العام للقوات المسلحة الأردنية للشؤون الإدارية، تولّى بعد ذلك منصب مدير هيئة أركان الجيش العربي الأردني عام 1961م. وكان له شرف الخدمة العسكرية في جميع أنحاء فلسطين ابتداء من غزة وحتى حيفا قبل عام 1948م.

## المناصب المدنية
عُيّن فواز ماهر بعد تقاعده من الخدمة العسكرية سفيراً لدى جمهورية الصين الوطنية عام 1962م، ثم سفيراً لدى الجمهورية العراقية عام 1964م. وأصبح كبيراً لمرافقي جلالة الملك الحسين بن طلال عام 1965م. وتولّى منصب سفير الأردن لدى تركيا عام 1965م. تولى منصب مساعد وكيل وزارة الخارجية للشؤون الإدارية حتى تقاعده عام 1968م.

## العمل الاجتماعي
كان فواز ماهر من الشخصيات الشركسية الرائدة في مجال الخدمة العامة، حيث انتخب رئيساً للهيئة الإدارية للجمعية الخيرية الشركسية في الهيئة الإدارية الثالثة والعشرين بتاريخ 23/11/1973، والهيئة الإدارية الرابعة والعشرين بتاريخ 24/6/1976م، والهيئة الإدارية الخامسة والعشرين بتاريخ 14 /7/1979م، والهيئة الإدارية التاسعة والعشرين بتاريخ 2/6/1988م، وكان عضواً في الهيئة الإدارية لخمسة دورات انتخابية.
فواز ماهر هو أول رئيس لتحرير مجلة الواحة التي أصدرتها الجمعية الخيرية الشركسية في عمان منذ إصدارها عام 1974م ولسنوات طويلة. كان عضواً مؤسّساً للّجنة العشائرية الشركسية الشيشانية، وعضواً مؤسساً ورئيساً لمجلس أمناء جمعية أصدقاء شراكسة القفقاس حتى وفاته. كما إنتُخب نائباً لرئيس الحزب الوطني الأردني. كما حصل على العديد من الأوسمة العسكرية والمدنية الرفيعة الأردنية والأجنبية تقديراً لشجاعته وكفائته وإخلاصه. توفي،، في مُنتصف عام 1997م.